# Venas ciliares
Las venas ciliares ([TA]: venae ciliares) son venas que nacen dentro del globo ocular a partir de ramas del músculo ciliar o venas vorticosas y desembocan finalmente en la vena oftálmica superior. Las hay anteriores y posteriores:
- Las venas ciliares anteriores (TA: venae ciliares anteriores) siguen a las arterias ciliares anteriores y reciben ramas del seno cavernoso, la esclerótica, las venas epiescleróticas y la túnica conjuntiva del ojo.

- Las venas ciliares posteriores (TA: venae ciliares posteriores) siguen a las arterias ciliares posteriores y desembocan en la vena oftálmica inferior.